# Mamadysh
Mamadysh (ruso: Мамадыш; tártaro: Mamadış), localidad tártara de 13.509 habitantes según el censo ruso de 2002 (11.835, según el soviético de 1989). Está situada a 167 km al este de Kazán, en la margen derecha del río Viatka, afluente del Kama. 
Originalmente, un pueblo tártaro, llegaron los rusos en el siglo XVII. El título de ciudad se le concedió en 1781.
- Datos: Q158010
- Multimedia: Mamadysh / Q158010